# Preuschdorf
Preuschdorf je občina v departmaju Bas-Rhin francoske regije Alzacija.
Leta 1990 je v občini živelo 875 oseb oz. 116 oseb/km².